# Chemin de fer de Saint-Quentin à Guise
La ligne de Saint-Quentin à Guise  est une ligne de chemin de fer secondaire réalisé sous le régime des voies ferrées d'intérêt local et qui a relié ces deux villes du département de l'Aisne à partir de 1874.
.

## Histoire

### Création et fonctionnement
La section Saint-Quentin-Longchamp (34 km) est ouverte en 1874, l'année suivante, la section Longchamp-Guise (6 km) sera mise en service.

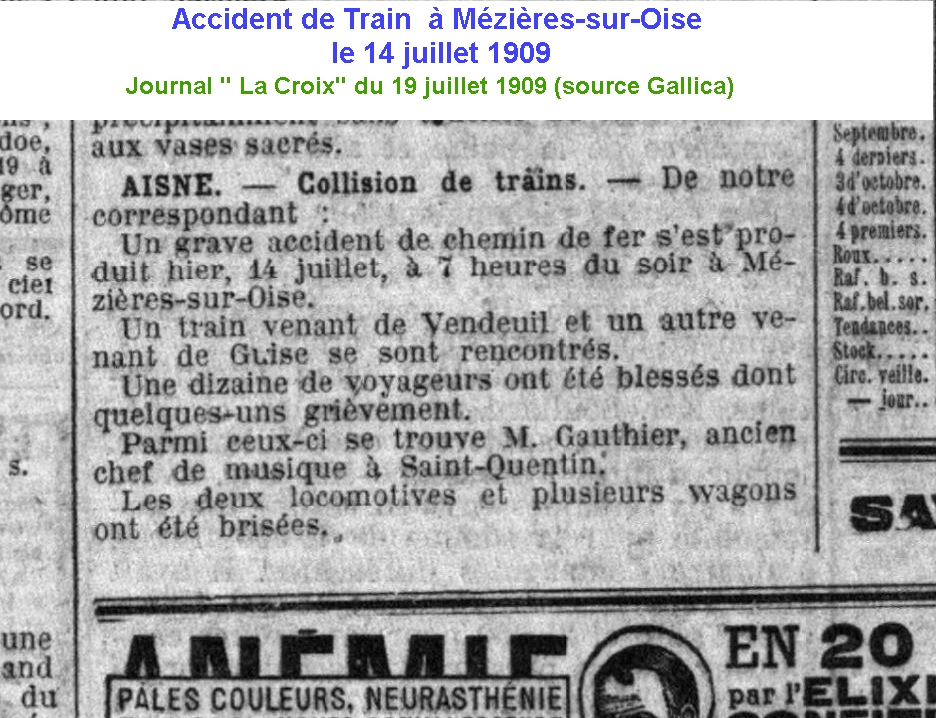
1909.

En 1909 un accident se produit entre deux locomotives à Mézières-sur-Oise.
Utilisés par l'armée d'occupation allemande durant Première Guerre mondiale, les infrastructures (gares, ponts, et voies) seront totalement détruites en octobre et novembre 1918 lors de la retraite des occupants . La plupart des gares seront reconstruites en briques à un étage alors qu'au départ elles étaient en bois suu un seul niveau.

### Le déclin
L'âge d'or des Chemins der secondaires s'est déroulé de la fin du XIXe siècle jusque le milieu du XXe siècle. À partir de cette date, du fait de l'amélioration des routes et surtout l'essor du transport par autobus, le Département de l'Aisne, propriétaire des lignes décide leur fermeture progressive. La desserte voyageurs est supprimée fin juin 1966 entre Origny-Sainte-Benoîte et Guise avec fermeture à tous trafics et fin juin 1968 aux voyageurs entre Saint-Quentin et Origny-Sainte-Benoîte. 
L'exploitation de Saint-Quentin à Origny-Sainte-Benoîte resté ouvert pour le fret de la Sucrerie d'Origny (groupe Tereos) fut reprise par la SNCF le 31 octobre 1981, tandis que les trains du Chemin de fer touristique du Vermandois assure des trains des dimanches et fêtes à la belle saison depuis le 15 août 1979.

## Infrastructure

### La ligne
Au départ de Saint-Quentin, la ligne part au sud-est jusque  Mézières-sur-Oise et, de là, elle suit le cours de l'Oise jusque Guise. 
De la gare de Lesquielles-Saint-Germain jusqu'à Guise la voie longeait la ligne secondaire à voie métrique de Guise au Catelet fermée en 1951 et celle à voie normale de la Compagnie du Nord de Laon à Wassigny et au Cateau fermée à la desserte voyageurs en 1937 et aux marchandises en 1969. La ligne de Saint-Quentin à Guise fut donc la dernière desserte voyageurs de la ville de Guise jusqu'en 1966.

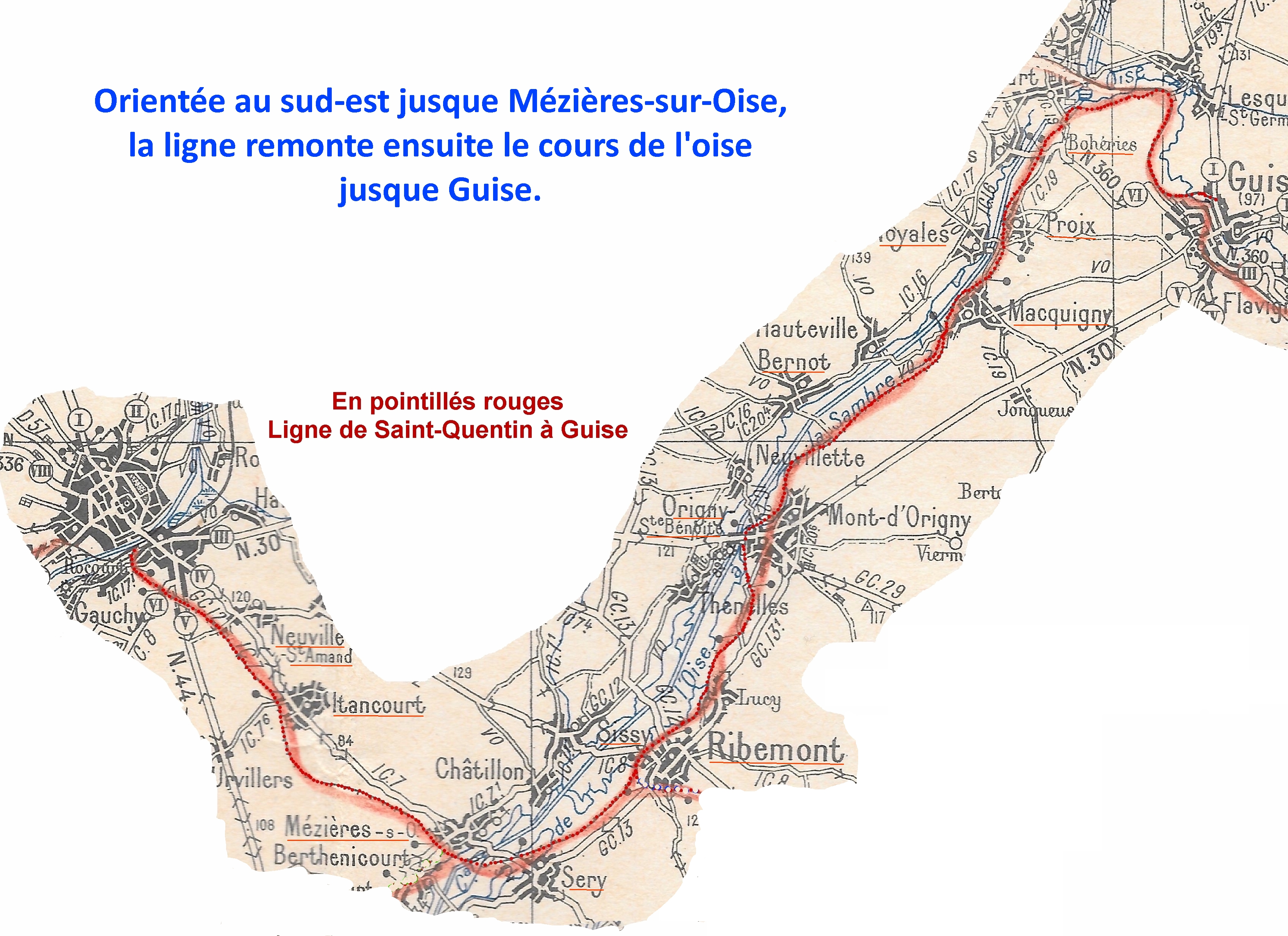
Tracé de le ligne de Saint-Quentin à Guise.

### Les correspondances
- depuis Saint-Quentin
  - Paris-Nord - Jeumont: Ligne de Creil à Jeumont
  - Ham : Ligne de Saint-Quentin à Ham
  - Vélu-Bertincourt : Chemin de fer de Vélu-Bertincourt à Saint-Quentin
  - Cambrai-Denain : Chemin de fer du Cambrésis
- depuis Mézières-sur-Oise
  - La Fère
- depuis Ribemont
  - La Ferté Chevresis
- depuis Guise
  - Laon - Le Cateau Ligne de Laon au Cateau
  - Bohain : Chemin de fer de Guise au Catelet
  - Hirson : Chemin de fer de Guise à Hirson

### Les gares
| - - Gare de Saint-Quentin\|Saint-Quentin - 4 km -Neuville-Saint-Amand - 6 km -Itancourt - 11 km -Mézières-sur-Oise - 13 km -Séry-lès-Mézières - 17 km -Ribemont - 2 km -Lucy - 23 km -Origny-Sainte-Benoite - 26 km -Bernot - 30 km -Macquigny - 32 km -Noyales-Proix - 34 km -Longchamps - 35 km -Vadencourt - 37 km -Lesquielles-Saint-Germain - 40 km -Guise. |

## Les gares
| Gares et stations     | PK |  | Les gares à l'origine. | État actuel. |  |
| --------------------- | -- |  | ---------------------- | --- |  |
| Saint-Quentin         | 0  |  |                        | |  |
| Le Pont de Guise      | 2  |  |                        | Le pont dit Pont de Guise, situé sur la route de Laon, sur lequel passe le train à vapeur du Chemin de fer touristique du Vermandois. |  |
| Neuville-Saint-Amand  | 4  |  |                        | Située à l'ouest du village, l'emplacement est aujourd'hui à l'état de ruines.                                                        |  |
| Itancourt             | 6  |  |                        | La gare est devenue une habitation.                                                                                                   |  |
| Mézières-sur-Oise     | 11 |  |                        | |  |
| Séry-lès-Mézières     | 13 |  |                        | |  |
| Ribemont              | 17 |  |                        | |  |
| Ribemont- Lucy        | 17 |  |                        | |  |
| Origny-Sainte-Benoite | 21 |  |                        | |  |
| Bernot                | 23 |  |                        | Située à l'écart du village sur la rive gauche de l'Oise, la gare est aujourd'hui en état de ruines envahies par la végétation.       |  |
| Macquigny             | 26 |  |                        | |  |
| Noyales-Proix         | 30 |  |                        | |  |
| Longchamps            | 32 |  |                        | |  |
| Le pont de Vadencourt | 35 |  |                        | |  |
| Lesquielles           | 37 |  |                        | |  |
| Guise                 | 40 |  |                        | |  |

## État de la ligne
La section Saint-Quentin-Origny-Sainte-Benoite est utilisée certains dimanches par le Chemin de fer touristique du Vermandois.
Deux tronçons d'Origny-Sainte-Benoîte à Macquigny (5 km) et de Proix à Guise (5 km) sont des chemins non aménagés sur le parcours de l'EuroVelo 3.